# The Playlist
The Playlist és una minisèrie docudrama sueca inspirada en el llibre Spotify untold de Sven Carlsson i Jonas Leijonhufvud. Dirigida per Per-Olav Sørensen, la sèrie ficciona la història de la creació de l'empresa sueca de reproducció en línia de música per subsccripció Spotify. Es va estrenar a Netflix el 13 d'octubre de 2022 i consta de sis capítols.
El rodatge de la sèrie va començar el 2021 a Estocolm i va finalitzar l'agost de 2022. El primer tràiler de la sèrie es va publicar a YouTube el 13 de setembre de 2022 i el segon el 27 de setembre de 2022.

## Argument
Un aspirant a emprenedor, Daniel Ek, troba una oportunitat de negoci enmig de la batalla lliurada entre la indústria musical i The Pirate Bay. Ek decideix crear un servei de reproducció de música gratuït i legal juntament amb el seu soci capitalista, Martin Lorentzon, alhora que enfronta reptes imprevistos que posen en qüestió la seva idea inicial.
A The Playlist cada episodi presenta el punt de vista d'un personatge diferent, i aconsegueix fer un retrat complex del fenomen de Spotify que subratlla que les suposades revolucions tecnològiques acaben adoptant els mètodes d'explotació de sempre.